# مبارك الغراس
امبارح الغراس والمعروف باسم سي بريك (1906 - 1996) هو شاعر مغربي ولد بمدينة مراكش عمل في ميدان التعليم حيث يعتبر من المؤسسين للتعليم الحر بالمغرب في عهد الحماية الفرنسية التي كانت تمنع تعليم أبناء المغرب بل اكتفت بتلقين أبناء الأعيان تعليما فرنسيا. كما عمل السي بريك في جهاز القضاء.هو من الموقعين على وثيقة الاستقلال المغربية سنة 1944.

## حياته ونشأته
نشا الغراس في أسرة محافظة حيث حفظ القرآن و أصول الفقه والتفسير، يعتير الغراس من رواد الحركة الوطنية الذين حملوا لواء الدفاع عن الوطن ومقدساته، ولا يمكن الحديث عن امبارك الغراس دون استحضار جامع بن يوسف الذي نشأ في كنفه، حيثُ ساهم هذا الجامع في نشر وإذكاء الرُّوح الوطنية إبَّان فترة الحماية والاستعمار الفرنسي، بل إنَّه كان سبَّاقًا إلى إيقاظ الحس الوطني في نفس كل مواطن مغربي، في مختلف الشرائح الاجتماعيَّة، وتكفي الإشارة إلى أنَّ علماء الجامع كانوا وراء تفجير شرارة الاحتجاج على عقب 30 مايو 1930، وكان على رأس مُفَجِّريها، التهامي المعروفي، والعلاَّمة محمد المختار السوسي، إضافة إلى ما أقدم عليه طلبة مدرسة بن يوسف سنة 1937 بمناسبة زيارة المقيمِ العامِ لمدينتهم، من فضحٍ لأوضاع البُؤْسِ والحرمان والمعاناة، التي حاولَ حُكَّام مراكش إخفاءها عن عين المُقيم، وكان من نتائجها انتفاضة طلابية كان من نتائجها تعرُّض عدد منهم للاعتقال والنَّفي ومن بينهم الغراس الذي نفي الى الدار البيضاء نتيحة نشاطه الوطني، ورغم هذا النفي واصل الغراس رسالته الوطنية.[بحاجة لمصدر]